# اینار اریکسون
اینار اریکسون (انگلیسی: Einar Eriksson؛ ۲۰ اکتبر ۱۹۲۱ – ۵ اوت ۲۰۰۹) وزنه‌بردار اهل سوئد بود.
وی در مسابقات کشوری و بین‌المللی در مجموع برندهٔ ۳ مدال برنز شده‌است.